# Чартой
Чартой (чечен. Чартой) — один из чеченских тайпов, входящий в тукхум нохчмахкахой.
Родовое село: Чартой-юрт и Чартали.
Гудермес основан в начале XVII века чартойцами, спустившимися на равнинные земли у реки Гумс, где они заложили одноимённый аул.

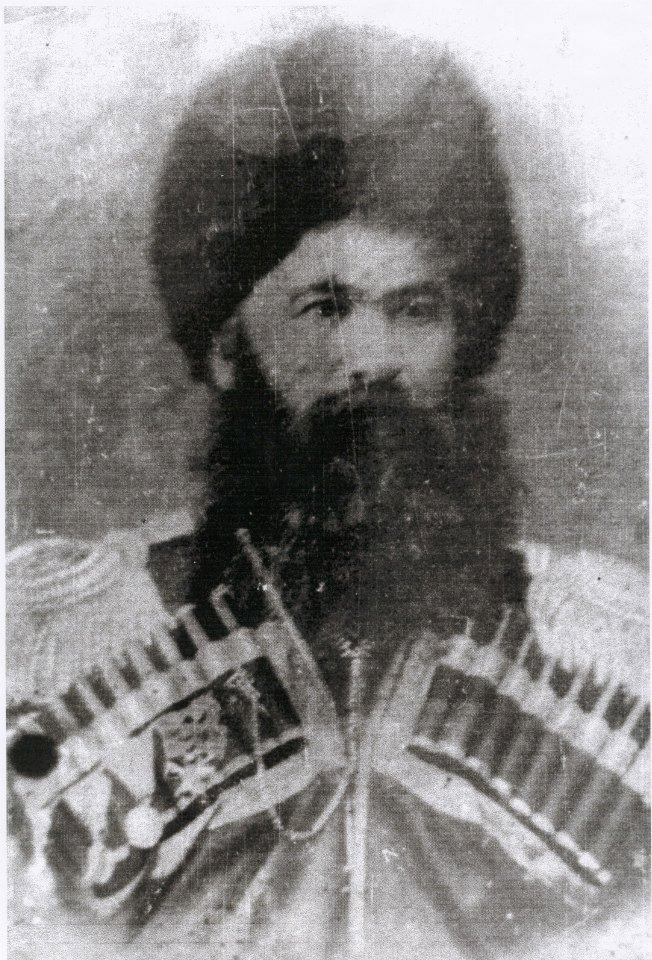
Шида Эльмурзаев

## Происхождение
Название тайпа чартой, происходит от топонима-ойконима горной Чечни Чартали. Название точной идентификации не поддается. Можно полагать, что производящая основа здесь Ча (че) — медведь (чеч.), -р, -та, -ли — довольно распространенные суффиксы в нахских языках. Ча — медведь, тотемное животное нахов в прошлом. Интересен рассказ одного представителя тайпа чартой, бывшего старшего научного сотрудника Чечено-Ингушского института гуманитарных наук.
Исследователи считают представителей тайпов чантий и чартой нахского происхождения которые когда-то проживали в селениях Чӏантио и Чартой Юрт, расположенных сегодня в горах на севере современной Чечни.
Схема неки, входящей в состав тайпа чертой: Газд жил 5 поколений назад. Мучук — один из его сыновей, жил 4 поколения назад. У него было три сына от которых образовались следующие неки: Байсер-неки, Бунхо-неки, Музорк-неки. Все эти три неки именуются собирательно Мочук-неки. Записано по рассказам Мусы Эдильсултанова из Толстой-Юрта Грозненского района Чечни.

## Расселения
Ныне расселён в таких населённых пунктах как Аругун, Гудермес, Герменчук, Нойбёра, Энгель-Юрт, Ойсхара, Толстой-Юрт, Иласхан-Юрт, Майртуп, Цоци-Юрт, Мескер-Юрт, Шали, Бердыкель, Ищёрская, Кень-Юрт, Надтеречное, Знаменское, Бено-Юрт, в Ауховском районе, Гвардейское и др.

## Родовой тептар чартойцев села Мартуп

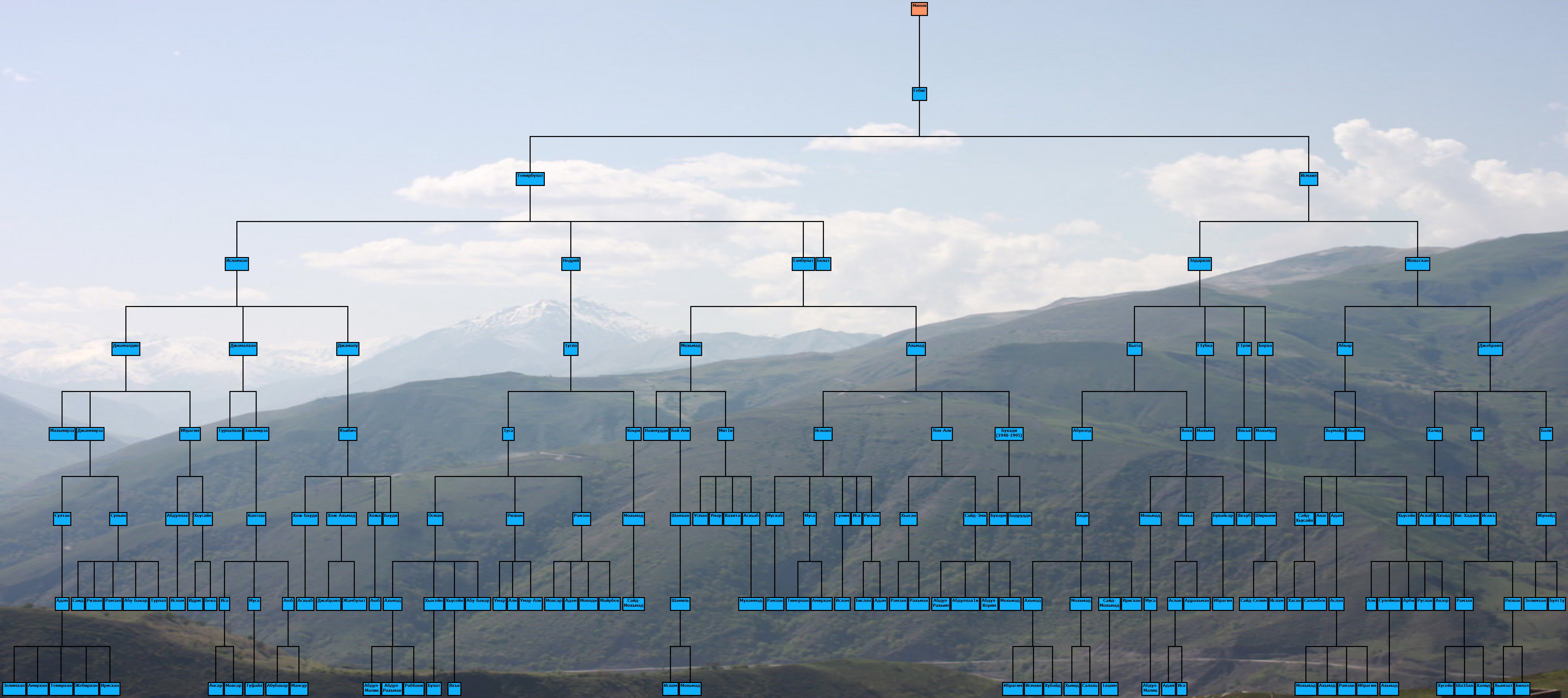
Родовая связь Чартой в виде дерева 2013 год в селе Майр-туп.

Имеется родовой тептар чартойцев в новом цифровом варианте в виде дерева, на записи изображения большого формата указана родственная связь по мужской линии чартойцев из селения Майртуп.
- По чеченским обычаям в родовой связи указываются связи от отца к сыну.
- В данном изображения указана связь родства в одном селе 2013 году и здесь не указана дальняя родственная связь многочисленного тейпа чартой.
- По преданиям чартой из села Майр-туп, на тот период 2013 года, их восьмой предок по имени Гебиг- сын Минни переселился из села Гиляны (чечен. Гилна) в село Майр-туп во второй половине 18 века.

## Топонимы
На Чеченской равнине существует курган Чартой-Барц.

## Известные чартойцы
- Эски Хулхулинский (Эски Мичиковский) — представитель тайпа чартой, наиб Имама Шамиля[8][9].
- Сунтар Чартоевский — полковник из личной охраны императора Александра I[10].
- Унгаев Авко — имам Чечни (1824−1825 гг.) из Герменчука.
- Хасханов, Руслан Самадович — художник.
- Мамакаев, Арби Шамсуддинович — чеченский писатель.
- Сераждин Эльмурзаев — (1911−1974) крупный ученый, филолог и историк, автор семитомного «Чеченского фольклора» (недавно переизданного Академией наук Чеченской Республики).
- Шахабов Висхан Магомедович — (1943−2013) Лётчик, один из лучших командиров дальней (стратегической) авиации ВВС СССР.[11] Первый заместитель Главнокомандующего — Начальник Главного штаба ВС ЧРИ с февраля 1992 г. по апрель 1994 г., Генерал-лейтенант (В прошлом Полковник ВВС СССР).
- Шиды Эльмурзаев — подполковник с 1860 годов. Участник Кавказской войны на стороне России.
- Чингисхан Эльмурзаев — участник первой мирой в составе «Дикой Дивизии».
- Рудник Дудаев — генерал-майор ФСБ РФ.
- Бугаев, Абдулла Махмудович — общественный и государственный деятель РФ.
- Ахмед Джайрханов — полковник, военный летчик. Участник Второй чеченской войны.
- Мациев, Ахмат Гехаевич (1902, Грозный, Терская область, Российская империя — 1968, Грозный, Чечено-Ингушская АССР, РСФСР, СССР) — чеченский учёный-лингвист, педагог, один из основоположников чеченской письменности, автор более пятидесяти научных трудов, кандидат филологических наук[12].
- Ахтаханов, Руслан Абуевич — чеченский поэт, член Союза писателей России, лауреат премии имени Артема Боровика, занимал должность проректора Современной гуманитарной академии (СГА) в Москве, генерального директора развития Центров доступа СГА в экстремальных условиях. 14 марта 1953 года-16 ноября 2011.
- Тарамов, Руслан Ихванович — советский боксёр второй средней весовой категории, выступал за сборную СССР в 80-е годы. Трёхкратный чемпион СССР, победитель Игр Доброй воли, бронзовый призёр чемпионата Европы, обладатель Кубка Советского Союза, участник летних Олимпийских игр 1988 года в Сеуле. На соревнованиях представлял спортивное общество «Динамо», мастер спорта СССР международного класса.
- Мамакай Сантуров (1760—1833) — основатель селения Мамакай-Юрт, прадед известного чеченского поэта Арби Мамакаева. Часто выступал в роли посредника между чеченцами и российской администрации.[13]
- Мурзаев, Эдиль-Султан-Бей (Баймурзаев Эдилсалт: 1863—1932) — офицер Российской императорской армии, подполковник. Уроженец с. Майртуп. Окончил 2-е военное Константиновское училище. Подпоручик — 14 августа 1884, поручик — 14 августа 1888, штабс-капитан — 23 января 1900, капитан — 23 января 1901, подполковник — 6 мая 1913. Награждён орденом Святого Станислава 3 степени (1905 г.)[14].
- Тарам-Хаджи Керимов (1864—1937) религиозный деятель, мулла из с. Нижний Наур[15].